# Andreas Hillgruber
Andreas Fritz Hillgruber, né le 18 janvier 1925 à Angerburg et mort le 8 mai 1989 à Cologne, est un historien allemand.

## Biographie
Andreas Hillgruber, fils d’instituteur, passa toute sa jeunesse en province de Prusse-Orientale et passa l’Abitur à Königsberg. Enrôlé dans la Wehrmacht en 1943, il était sous-officier lorsqu'il fut fait prisonnier par l'Armée américaine. Confié aux autorités militaires françaises, il resta en captivité jusqu'en 1948. De 1948 à 1952, il étudia à l’université de Göttingen la littérature allemande, la pédagogie et l'histoire notamment sous la direction de Percy Ernst Schramm. Diplômé en 1952 avec une thèse sur les relations germano-roumaines au cours de la Deuxième Guerre mondiale, il exerça comme professeur de lycée de 1954 à 1964, et même proviseur de l’ElisabethSchule de Marbourg de 1962 à 1964. Un contrat de maître de conférence à l’université de Marbourg lui permit de soutenir sa thèse d'habilitation consacrée à La stratégie de Hitler. Guerre et politique en 1940-41 (Hitlers Strategie. Politik und Kriegsführung 1940/1941). De 1965 à 1968, il enseigna comme professeur à l’université de Marbourg ; de 1968 à 1972 à l’université de Fribourg-en-Brisgau et enfin de 1972 à sa mort, en 1989, à l’université de Cologne. En 1968-69, Hillgruber fut « premier expert » de l'Institut d'histoire militaire de la Bundeswehr (Militärgeschichtliches Forschungsamt, en abrégé MGFA), la plus grande institution d'historiens en Allemagne.
Hillgruber a épousé Karin Zierau en 1960, dont il a eu deux fils et une fille. L’aîné est l’helléniste Michael Hillgruber (université de Halle-Wittemberg) ; le cadet, Christian, est juriste à Bonn.
Hillgruber tint pendant plusieurs années la revue des publications pour le Historische Zeitschrift, avec 197 recensions entre 1965 et 1977, Theodor Schieder étant directeur de ce journal scientifique. Il est inhumé au Melaten-Friedhof de Cologne.

## Œuvre
Spécialiste des relations internationales, il publie en 1986 un essai : Le Double Déclin, la destruction du Reich allemand et la fin du judaïsme européen. Il y met à parité la défaite allemande avec la Shoah, métamorphosant « le plus monstrueux en simple disparition ». Dans le cadre de la querelle des historiens, il est accusé par Jürgen Habermas, avec Ernst Nolte et d'autres collègues de vouloir réhabiliter le nazisme. L'historien Pierre Milza le classe dans le camp des « révisionnistes historiques », soulignant qu'il exige « des historiens de la seconde guerre mondiale, qu'ils veuillent bien s'identifier aux populations allemandes et à leurs souffrances, ainsi qu'aux soldats de la Wehmarcht qui combattaient pour leur patrie contre le totalitarisme soviétique et tentaient de préserver leurs compatriotes de la barbarie concrète des Russes ».